# The Showgrounds (Coleraine)
The Showgrounds es un estadio de fútbol ubicado en la ciudad de Coleraine en Irlanda del Norte y es la actual sede del Coleraine FC.

## Historia
Fue construido en 1907 y cuenta con capacidad para 3500 espectadores aunque no todo el estadio tiene gradería. Entre 1971 y 1972 fue la sede del Derry City FC debido a que la Asociación de Fútbol de Irlanda le prohibió utilizar su estadio por razones de seguridad relacionadas con los movimientos nacionalistas en Irlanda.